# 上海市人民委员会
上海市人民委员会，简称上海市人委或上海市人委会，是1955年2月至1967年2月期间上海市地方最高行政机关，根据1954年《中华人民共和国宪法》和《中华人民共和国地方各级人民代表大会和地方各级人民委员会组织法》建立，人民委员会的性质类似人民代表大会常务委员会与人民政府的结合体。1966年8月起，因文化大革命，上海市人民委员会实际处于瘫痪状态。1967年2月，被上海人民公社（后改名为上海市革命委员会）取代。

## 主要领导

### 第二届（1955年2月～1957年1月）
- 市长：陈毅
- 副市长：潘汉年（1955年4月离任）、盛丕华、许建国、刘季平、金仲华、宋日昌、曹荻秋（1955年12月上任）、刘述周（1955年12月上任）

### 第三届（1957年1月～1958年11月）
- 市长：陈毅
- 副市长：牛树才、刘季平、刘述周、宋日昌、宋季文、金仲华、荣毅仁、赵祖康、许建国、盛丕华、曹荻秋（常务副市长）

### 第三届（1958年11月～1962年7月）
- 市长：柯庆施
- 副市长：牛树才（1960年2月调离）、刘季平（1960年2月调离）、刘述周、宋日昌、宋季文、金仲华、赵祖康、荣毅仁、曹荻秋（常务副市长）、许建国（1959年2月调离）、盛丕华（1961年2月逝世）

### 第四届（1962年7月～1964年9月）
- 市长：柯庆施
- 副市长：石英、刘述周、宋日昌、宋季文、李干成、金仲华、张承宗、赵祖康、胡厥文、荣毅仁、曹荻秋（常务副市长）

### 第五届（1964年9月～1967年2月）
- 市长：柯庆施（1965年4月逝世）、曹荻秋（1965年12月上任）
- 副市长：石英（1966年12月逝世）、宋日昌、宋季文、李干成、李广仁（1966年1月调离）、金仲华、张承宗、赵祖康、胡厥文、荣毅仁、曹荻秋（常务副市长、1965年12月离任）、梁国斌（1965年12月上任）